# Billo Bah
Pour les articles homonymes, voir Bah.
Billo Bah, de son nom de naissance Mamadou Billo Bah, est un activiste de la société civile guinéen.
Il est le responsable des antennes du FNDC et Coordinateur National de Tournons la Page Guinée.

## Biographie

### Activisme
Le samedi 6 novembre 2016, Billo Bah devient le Président du Parlement des Jeunes Leaders de la Société Civile Guinéenne (PAJELESCG), jusqu'au 4 janvier 2020 avant d'être remplacé par Mamadou Maladho Diallo.
Membre des forces sociales de la Guinée et membre fondateur du FNDC, Billo Bah est l'actuel responsable des antennes du FNDC sous la coordination de Foniké Menguè.

### Arrestation
Le 5 juillet 2022, il est mis au arrêt ainsi que deux autres membres du FNDC à savoir Djanii Alpha et Foniké Menguè.
Le 8 juillet 2022, ils ont été libérés par le tribunal de première instance de Dixinn pour délit non constitué.
Le 22 janvier 2023, il est de nouveau arrêté par des hommes en uniforme à Tombolia mise sous mandat de depot a la maison central de Coankry.
Le 10 mai 2023, Bilo Bah et compagnons sont libérés, à la demande des religieux qui font office d'arbitrage dans la négociation entre les forces vives et le gouvernement guinéen qui a abouti à leur jugement puis leur libération,.
Dans le nuit du 9 juillet 2024, Billo Bah et Foniké Menguè  ont été kidnappé et déposé à la direction des investigations judiciaires de la Gendarmerie de Kaloum.